# Viréon menu
Pachysylvia decurtata
Espèce
Statut de conservation UICN

 LC  : Préoccupation mineure
Le Viréon menu (Pachysylvia decurtata) est une espèce de passereaux appartenant à la famille des Vireonidae.

## Description
Le Viréon menu à une couronne gris moyen légèrement mélangé d'olive jaunâtre ou entièrement olive jaunâtre. La partie supérieure est vert jaunâtre avec le dessus des ailes vert et les rémiges sombres, les primaires étroitement et les secondaires largement bordées de vert. Une étroite bande blanchâtre traverse l'œil. Les côtés de la tête sont gris léger. La poitrine et les flancs sont jaune-olive. Le dessous est blanc, les ailes jaune pâle avec les primaires et secondaires bordées de jaune.

## Habitat
Le viréon menu vit dans les forêts tropicales humides.

## Répartition et sous-espèces
Son aire s'étend à travers le sud-est du Mexique, l'Amérique centrale et la région de Tumbes-Chocó-Magdalena.
Selon la classification de référence du Congrès ornithologique international (15.1, 2025) il se répartit en six sous-espèces suivantes (ordre phylogénique) du nord au sud :
- P. d. brevipennis (Giraud Jr, 1851) ;
- P. d. dickermani (Parkes, 1991) ;
- P. d. phillipsi (Parkes, 1991) ;
- P. d. decurtatus (Bonaparte, 1838) ;
- P. d. darienensis (Griscom, 1927) ;
- P. d. minor (von Berlepsch & Taczanowski, 1884).